# 베르나드늑대
베르나드늑대 (학명 : Canis lupus bernardi, 영어: Bernard's wolf) 또는 뱅크스섬툰드라늑대(영어: Banks Island tundra wolf), 뱅크스섬늑대(영어: Banks Island wolf)은 늑대의 아종 중 하나로, 캐나다 북극 지역의 뱅크스섬과 빅토리아섬에 서식했었다. 이 종은 멸종했으며, "등뒤의 선을 따라 검은 색 선이 있었으며 검은색을 띄는 머리가 있었다"고 표현되었다. 이 늑대의 이름은 늑대를 공식적으로 발견, 분류한 피터 베르나드(Peter Bernard)와 그의 조카 요셉 F. 베르나드(Joseph F. Bernard)를 따서 명명되었다.
이 늑대의 복구된 종은 매우 적었으며, 어딘가에 약 3-4마리가 있는 것으로 추측된다.
1993년 3월 재생자원부에서 늑대 영역과 순록 개체수의 체계화 조사를 하였다. 순록 개체가 발견되고 수가 기록되는 동안 다른 많은 고유의 동물 종과 함께 늑대 한마리가 발견되었다.